# Mookie Wilson
Pour les articles homonymes, voir William Wilson (homonymie), Hayward et Wilson.
William Hayward « Mookie » Wilson (né le 9 février 1956 à Bamberg, Caroline du Sud, États-Unis) est un ancien joueur des Ligues majeures de baseball ayant évolué à la position de voltigeur de 1980 à 1991, principalement pour les Mets de New York.

## Carrière
Mookie Wilson fait en 1980 ses débuts avec les Mets, avec qui il évoluera pendant 12 saisons. Frappeur ambidextre, il patrouille le champ centre et est reconnu pour sa vitesse impressionnante. De 1982 à 1984, il enregistre respectivement 58, 54 et 46 buts volés. Il frappe 25 doubles ou plus durant ces trois saisons, et atteint les 10 triples en 1984. En carrière, il a réussi 327 buts volés en 425 tentatives.
Lors du match #6 de la Série mondiale 1986, Wilson est au bâton en 10e manche lors du point tournant de la série opposant les Mets aux Red Sox de Boston. Avec deux prises contre lui, Wilson évite un mauvais lancer du releveur Bob Stanley, permettant au point égalisateur de venir marquer. Puis son faible roulant en direction du premier but n'est pas maîtrisé par Bill Buckner, des Red Sox, dont l'erreur permet au point victorieux d'être inscrit par New York. Les Mets remporteront le septième match deux jours plus tard, gagnant la Série mondiale.
En 1989, alors que les Mets sont en reconstruction, il demande à être échangé. L'équipe l'exaucera en le transférant aux Blue Jays de Toronto. Il frappe 156 coups sûrs, dont un sommet en carrière de 36 doubles avec les Jays en 1990, et prend sa retraite à l'issue de la saison 1991.
Malgré le fait qu'il n'était pas le joueur de l'équipe avec les statistiques les plus impressionnantes, l'attitude positive de Mookie Wilson fit de lui un des favoris des fans new-yorkais. Il fut d'ailleurs intronisé au temple de la renommée des Mets de New York en 1996.
De 1997 à 2002, il a été manager des Mets de Kingsport, dans la Appalachian League, une ligue de niveau « recrues ». En 2005, il a dirigé les Cyclones de Brooklyn, club école des Mets de New York au niveau A.
Mookie Wilson est l'oncle et beau-père du voltigeur des ligues majeures Preston Wilson.